# Liste der Stolpersteine in Wittstock/Dosse

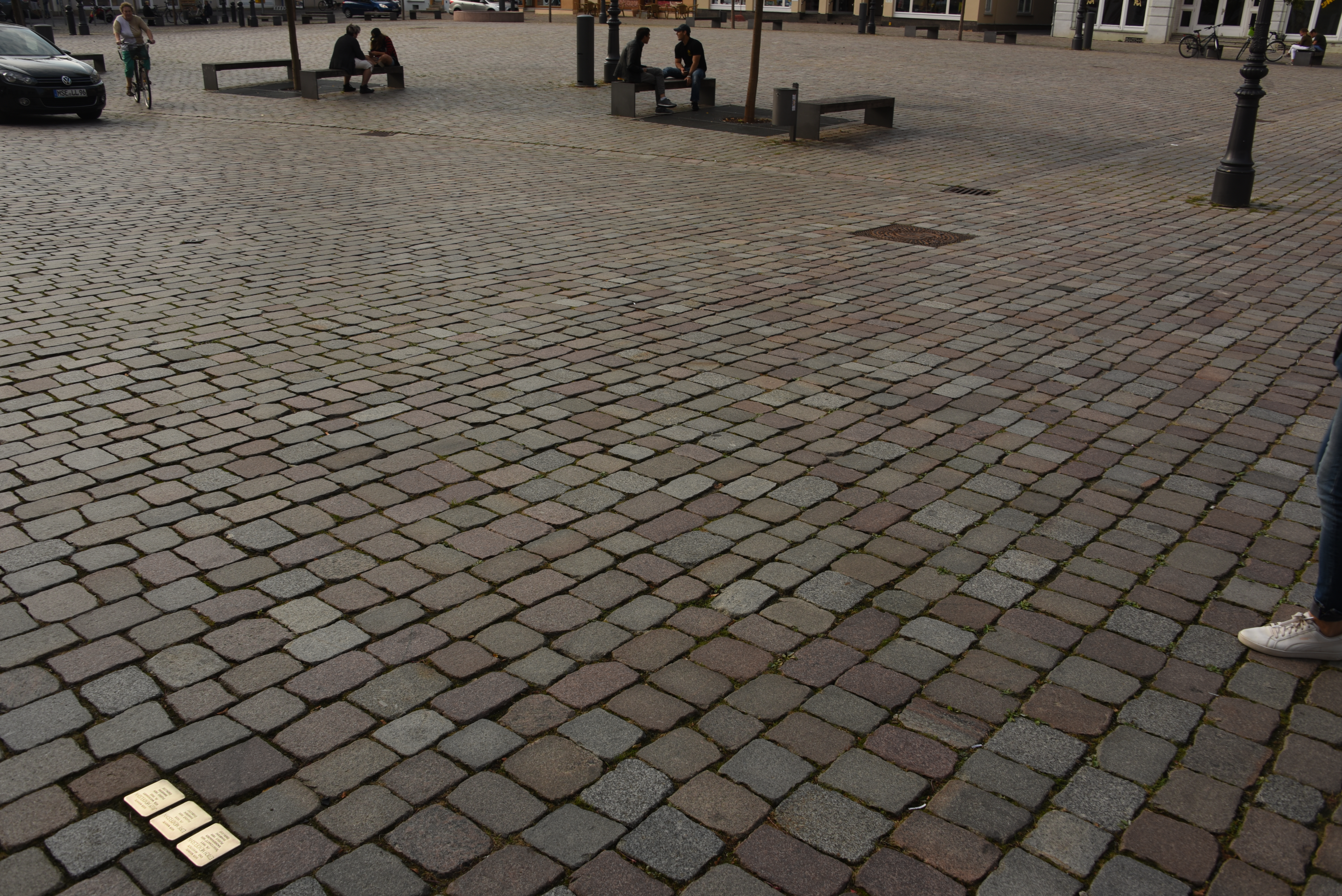
Stolpersteine für die Familie Mendelsohn, die nach Shanghai emigrieren konnte

In der Liste der Stolpersteine in Wittstock/Dosse werden die vorhandenen Gedenksteine aufgeführt, die im Rahmen des Projektes Stolpersteine des Künstlers Gunter Demnig bisher in Wittstock/Dosse verlegt worden sind. Sie sind Opfern des Nationalsozialismus gewidmet, all jenen, die vom NS-Regime drangsaliert, deportiert, ermordet, in die Emigration oder in den Suizid getrieben wurden.
Am 24. März 2014 hielt Gunter Demnig in der Stadt einen Vortrag über die Stolpersteine. Die Verlegungen erfolgten am Tag darauf. Schüler des Gymnasiums und der Dr.-Wilhelm-Polthier-Oberschule zitierten aus Texten über die Pogromnacht in Wittstock/Dosse und legten Blumen an den Stolpersteinen nieder.

## Jüdische Geschichte von Wittstock und Rossow
Bereits im Spätmittelalter sollen Juden zeitweilig in Wittstock gewohnt haben. Ab der zweiten Hälfte des 18. Jahrhunderts ließen sich jüdische Familien dauerhaft in der Stadt nieder. Um 1810 wurde ein jüdischer Friedhof vor dem Kyritzer Tor angelegt. Das Gelände wurde mit einer Mauer umgeben. Um die Mitte des 19. Jahrhunderts soll die jüdische Gemeinde ihren personellen Höchststand erreicht haben. Ab 1857 gab es im Zentrum der Stadt, in der St. Marienstrasse, einen Betraum. Die Wände der Haussynagoge waren mit Wandfresken ausgestaltet, mit blauen floralen Ornamenten. Diese Malereien zählen zu den letzten Zeugnissen jüdischen Lebens in Wittstock. Ende der 1920er Jahre lebten hier nur noch elf jüdische Bürger, weshalb der Betraum aufgegeben wurde. Anfang der 1930er Jahre gab es in Wittstock noch drei Geschäfte, die von Juden betrieben wurden, 1938 nur mehr eines. Nach der Machtergreifung der Nationalsozialisten im Januar 1933 wurde der jüdische Friedhof geschändet. Die letzten beiden jüdischen Familien, die in Wittstock lebten, die Mendelsohns und die Rehfischs, sahen sich zur Emigration gezwungen. Sie konnten sich nach Shanghai retten.
1952 wurde auf dem ehemaligen Friedhofsgelände, welches eingeebnet worden war, ein Gedenkstein aufgestellt. 1958 gingen bei einem Feuer im Stadtarchiv auch zahlreiche Dokumente zur jüdischen Stadtgeschichte verloren. 2014 wurden fünf Stolpersteine verlegt.
Noch nicht aufgearbeitet ist die jüdische Geschichte im Dorf Rossow, welches seit 2003 einen Ortsteil der Kommune Wittstock darstellt.

## Verlegte Stolpersteine
| Bild | Inschrift | Adresse    | Kurzbiographie                   |
| ---- | --- | ---------- | -------------------------------- |
|      | HIER WOHNTEUND ARBEITETE ERICH MENDELSOHN JG. 1901 'SCHUTZHAFT' 1938 SACHSENHAUSEN FLUCHT 1939 SHANGHAI ÜBERLEBT | Marktplatz | Erich Mendelsohn                 |
|      | HIER WOHNTE JILLY MENDELSOHN GEB. WARSCHAUER JG. 1902 FLUCHT 1939 SHANGHAI ÜBERLEBT                              | Marktplatz | Jilly Mendelsohn geb. Warschauer |
|      | HIER WOHNTE LORE MENDELSOHN JG. 1936 FLUCHT 1939 SHANGHAI ÜBERLEBT                                               | Marktplatz | Lore Mendelsohn                  |
|      | HIER WOHNTE GERHARD REHFISCH JG. 1901 'SCHUTZHAFT' 1938 SACHSENHAUSEN FLUCHT 1939 SHANGHAI TOT 12.8.1940         | Marktplatz | Gerhard Rehfisch                 |
|      | HIER WOHNTE HEDWIG REHFISCH GEB. FUCHS JG. 1876 FLUCHT 1939 SHANGHAI ÜBERLEBT                                    | Marktplatz | Hedwig Rehfisch geb. Fuchs       |

## Gedenken
Anlässlich der Wiederkehr der sogenannten Reichskristallnacht lud das Bündnis „Wittstock bekennt Farbe“ am 9. November 2016 zu einer Gedenkveranstaltung vor den Stolpersteinen ein. Im Anschluss daran wurde im Catharina-Dänicke-Haus (Haus der Begegnung) der Film Zug des Lebens von Radu Mihaileanu gezeigt, eine Tragikomödie über die Verfolgung der Juden im Nationalsozialismus. Auch 2017 und 2018 gab es Gedenkveranstaltungen.